# Edgefest
Edgefest é um festival de concertos anuais ao ar livre de rock que promove principalmente a música rock canadense, começou em 1987 como um agradecimento, gesto que para os ouvintes da Rádio 102,1 The Edge de Toronto e como uma festa de aniversário para comemorar o décimo aniversário da estação, e coincidindo Dia do Canadá.